# Hadena adriana
Hadena adriana là một loài bướm đêm thuộc họ Noctuidae. Nó được tìm thấy ở Tunisia, miền nam Pháp, Italia, Balkan, Thổ Nhĩ Kỳ, Israel và Liban.
Con trưởng thành bay vào tháng 5. Có một lứa một năm.
Ấu trùng có thể ăn vỏ nang của loài Caryophyllaceae.